# 马萨乔
马萨乔（Masaccio，1401年12月21日—1428年秋），原名托马索·德·塞尔·乔凡尼·德·西蒙（Tommaso di Ser Giovanni di Simone），佛罗伦萨人，是15世纪 意大利文艺复兴时期的画家，他的壁画是人文主义第一个最早的里程碑，他也是中世紀以後第一位使用透视法的画家，在他的画中首次引入了灭点，他画中的人物出现了历史上从没有见过的自然的身姿。

## 生平
马萨乔出生于圣乔瓦尼瓦尔达诺（當今阿雷佐省的部份），父亲热瓦尼德蒙卡塞是一位旅店老板，卡塞的姓意思是“木匠”，来源于他的祖父的职业。“马萨乔”是他的绰号，意思是“大而笨”，主要是为了和当时另一位画家“小”托马索区别而被人叫出来的。
他5岁时父亲去世，随母亲改嫁到一位药剂师家中，因此受到良好的教育。1417年继父去世，全家迁居佛罗伦萨，1422年1月7日他作为画家马苏斯的学徒加入当地的画家公会并获得马萨乔绰号。
目前发现他的第一幅作品是1422年画的《卡西亚圣坛三连画》。
1423年，他到罗马访问，以后他的风格逐渐摆脱了哥特式艺术和拜占廷艺术风格的影响。
1424年，马萨乔与前辈和同样拥有哥特风格的马索利诺合作，在佛罗伦萨圣母圣衣圣殿（意大利语：Basilica di Santa Maria del Carmine）内的布兰卡契小堂（意大利语：Capella dei Brancacci）工作。马萨乔事实上和这位前辈的风格并不一致，马索利诺的风格偏向于国际哥特式艺术风格，而马萨乔更多地结合了多那太罗的三维立体风格和菲利波·布鲁内莱斯基的透视，两个人合作的第一个作品是1424年画的《圣母、圣安娜和圣婴》。  
马萨乔为布兰卡契小堂画的左侧墙壁上部中间的湿壁画《纳税银》（意大利语：Pagamento del tributo，英語：The Tribute Money），其中基督和圣徒们的影子正背离窗口的光线，增强了真实感。而其左侧的另一幅湿壁画《逐出伊甸园》（意大利语：Cacciata dei progenitori dall'Eden）中的亚当和夏娃是裸体的，后来对米开朗基罗的画风有很大的影响。
1424年到1426年，马萨乔与马索利诺接到菲利斯·布兰卡奇(Felice Brancacci)的委托，让他们帮忙装饰布兰卡契小堂内部，但1425年开始，两个人逐渐不再合作，主要是因为两个人各有额外的工作。后来马索利诺最终去了匈牙利发展，而马萨乔留在意大利，最终小堂内部的壁画因两人的离去而停摆。1428年，马萨乔患病去世，年仅27岁。
他的最后一件作品为1427年他为多明我会的圣母院绘制的《聖三位一體》（意大利语:Trinità)壁画，其中透视法应用的更为明显。他特地利用方格桶形拱顶，是具有透视错觉效果的建筑。

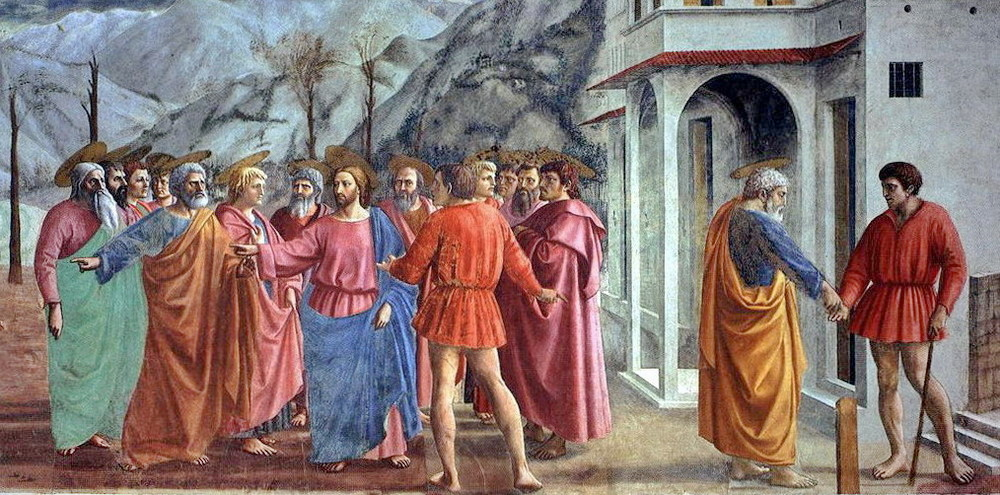
《纳税银》，佛罗伦萨圣母圣衣圣殿布兰卡契小堂左侧墙壁上部中间
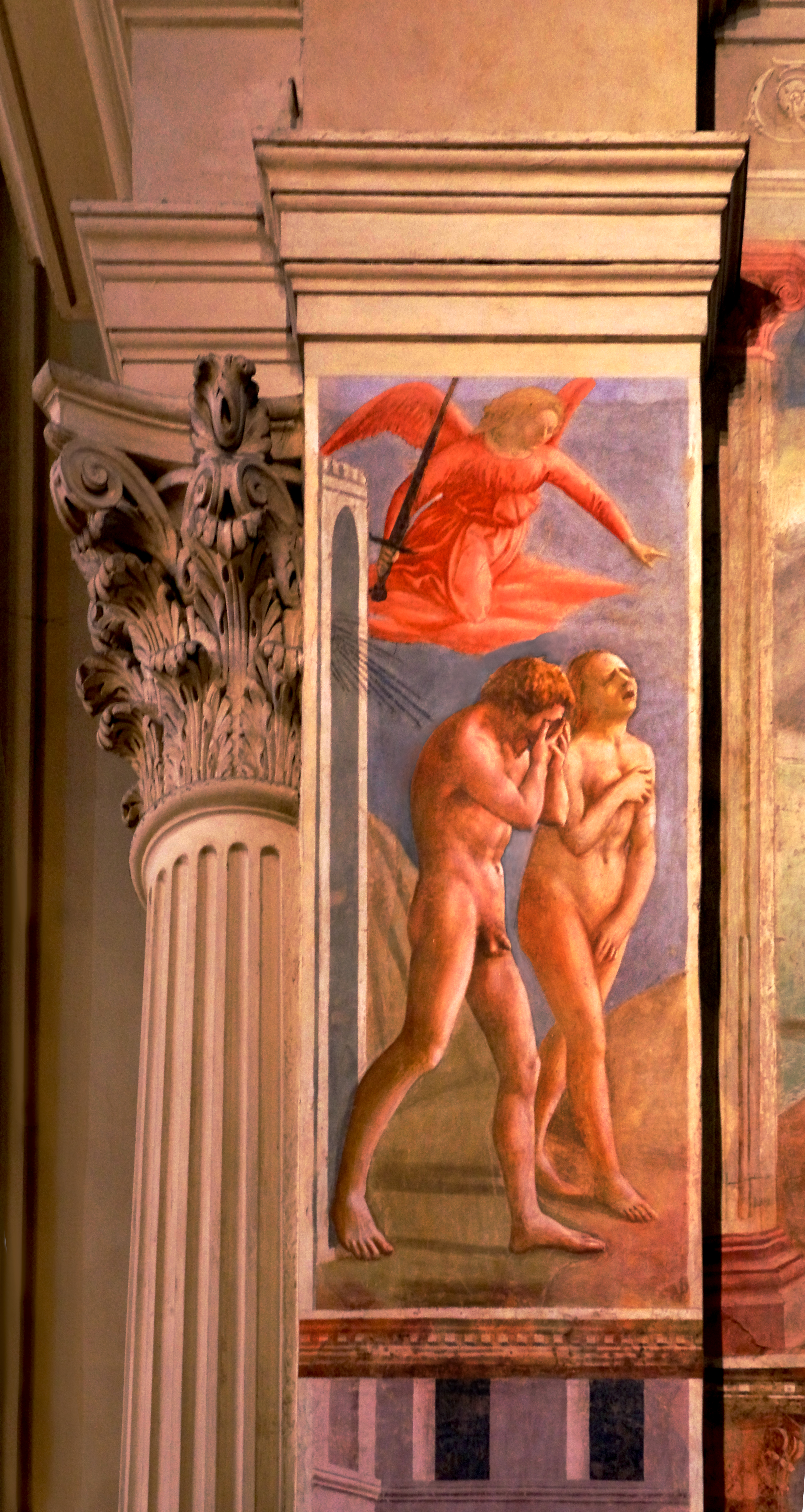
《逐出伊甸園》（1426年-1427年）。佛罗伦萨圣母圣衣圣殿布兰卡契小堂左侧墙壁上部左侧 。右图是经过清理复原的，证实遮羞的无花果叶是后人加上去的
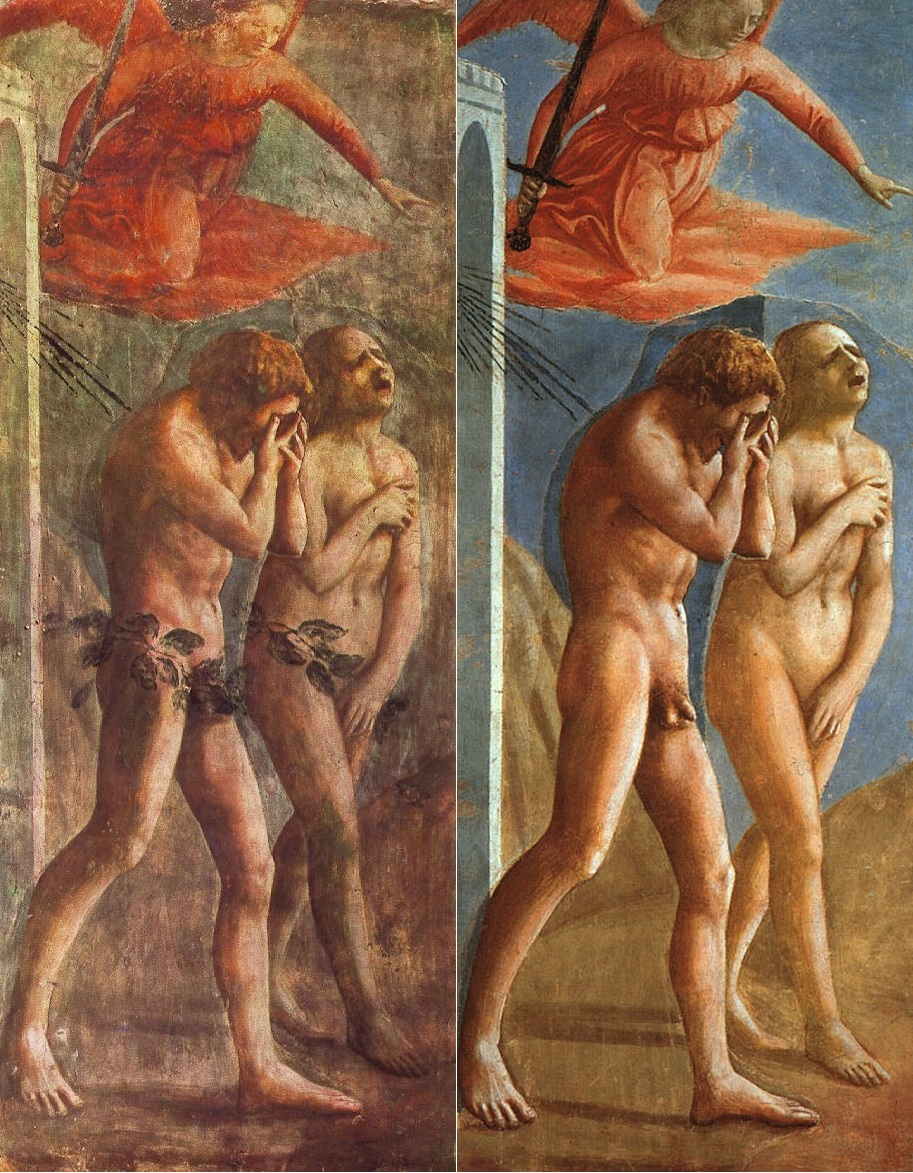
右图是经过清理复原的，证实遮羞的无花果叶是后人加上去的。
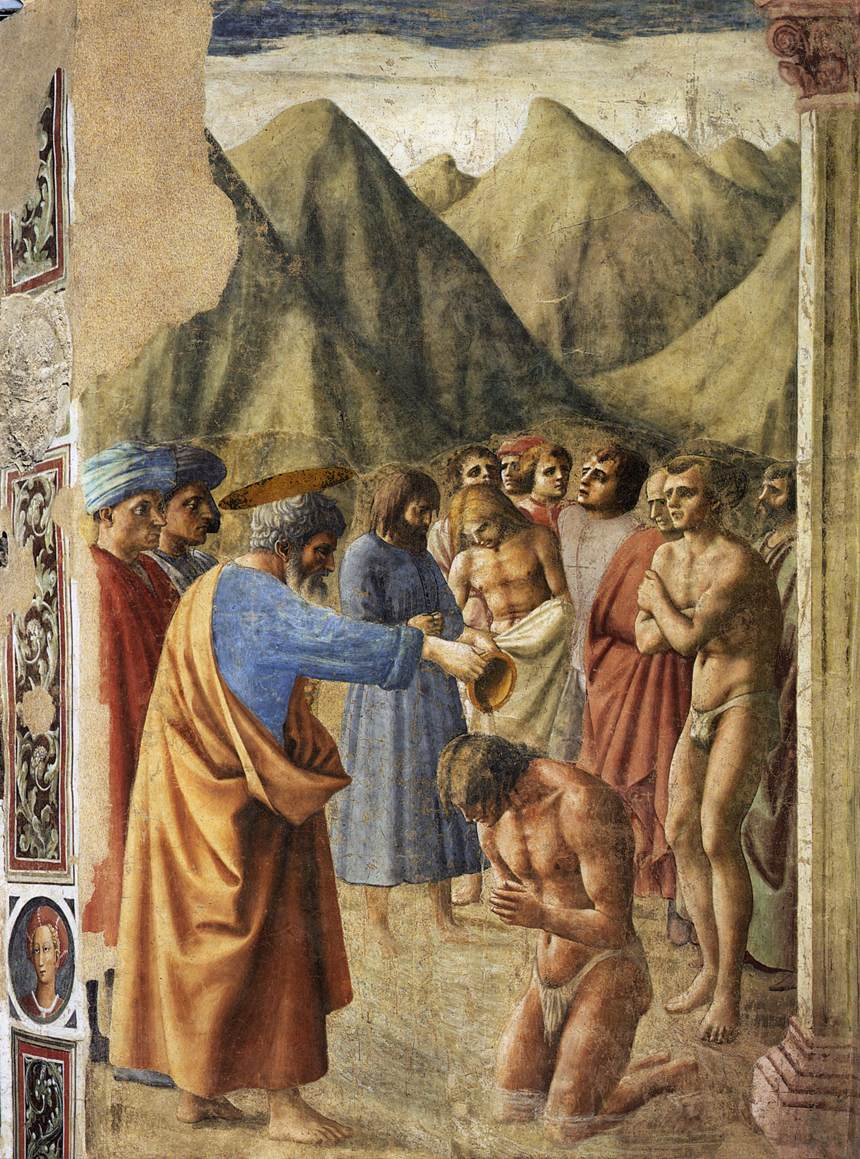
《新信徒的洗礼》，佛罗伦萨圣母圣衣圣殿布兰卡契小堂右侧墙壁上部左侧
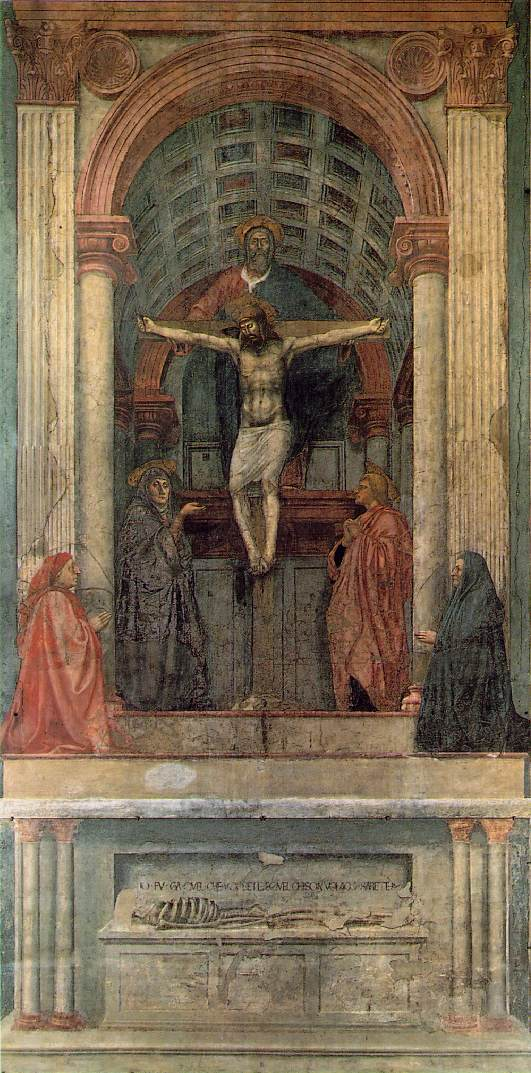
《聖三位一體》

## 影响
马萨乔对文艺复兴时期的绘画有很深远的影响，首先将哥特式艺术的理想化方向扭转到反映现实方向来，他首先主动地运用透视法，力争真实地反映实际场景，表现自然和人类的真实世界。据说当时和后来相当一段时间，佛罗伦萨的所有画家都要研究他留下的壁画，以便学习“如何画靠好的规律和方法”。